# Franciszek Tomczak
Franciszek Tomczak (ur. 29 października 1932 w Przedmieściu Góry w sołectwie Krasnegostawu, zm. 19 grudnia 2020) – polski uczony, profesor ekonomiki rolnictwa. Członek korespondent krajowy Polskiej Akademii Nauk od 1994 roku, członek rzeczywisty tej instytucji od 2007 roku. Pracownik Instytutu Ekonomiki Rolnictwa i Gospodarki Żywnościowej Państwowego Instytutu Badawczego w Warszawie, oraz Szkoły Głównej Handlowej. Absolwent stołecznej SGGW (rocznik 1956).